# Tanacetopsis subsimilis
Tanacetopsis subsimilis là một loài thực vật có hoa trong họ Cúc. Loài này được (Rech.f.) Kovalevsk. miêu tả khoa học đầu tiên năm 1972.